# Technomyrmex vitiensis
Technomyrmex vitiensis é uma espécie de formiga do gênero Technomyrmex.